# Alice Eve
Alice Sophia Eve (Londres, 6 de febrero de 1982)  es una actriz británica de cine y televisión. Es conocida por su participación en la película She's Out of My League, así como en Sex and the City 2. En la saga de ciencia ficción Star Trek interpretó el papel de Carol Marcus en la película Star Trek: En la oscuridad (2013).

## Biografía
Eve nació en Londres, hija de los actores Trevor Eve y Sharon Maughan. Tiene dos hermanos menores, Jack y George. 
De origen galés e irlandés, asistió a la Bedales School y a la Westminster School en Londres. 
Durante un año sabático estudió en el Beverly Hills Playhouse y estudió Inglés en el St Catherine's College de la Universidad de Oxford. Durante su estadía en Oxford participó en numerosas obras teatrales, una de las cuales la llevó hasta Edimburgo.

## Carrera
En el año 2004 debutó en el cine con dirección de Richard Eyre en la película Stage Beauty. En este período formó parte del reparto de varias películas televisivas, como Hawking (2004) y The Rotter's Club (2005).
Otros títulos de su filmografía son Starter for 10 (2006), comedia coprotagonizada por James McAvoy y dirigida por Tom Vaughan, o Big Nothing (2006), comedia criminal en la que compartía créditos con Simon Pegg, David Schwimmer y Natascha McElhone.
En 2010 protagonizó la película She's Out of My League, junto a Jay Baruchel; sus padres también actuaron en esta cinta interpretando a los padres de su personaje.
En 2013 apareció en la película Star Trek: En la oscuridad, en el papel de Carol Marcus.

## Vida privada
Vive en Londres y Los Ángeles. Con anterioridad fue pareja de los actores Rufus Sewell y Rafe Spall, y del compositor Ben Adams. Estuvo casada con Alex Cowper-Smith entre 2014 y 2017.
Tiene los ojos de distinto color, condición conocida como heterocromía. El izquierdo es azul y el derecho es verde.

## Filmografía

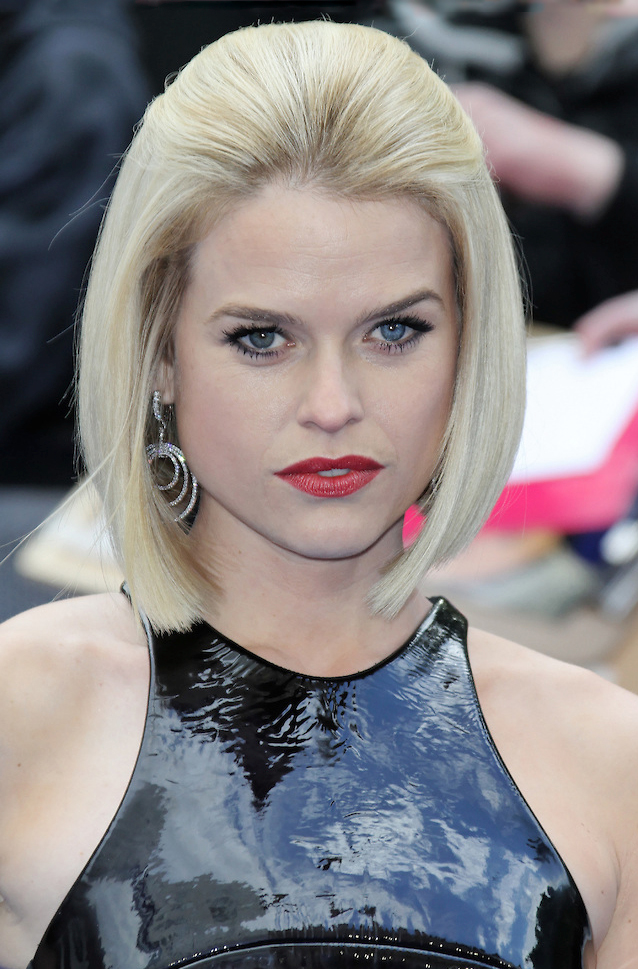
Eve en Men in Black 3 (2012)

### Cine y televisión
| Año  | Título                                  | Rol                           | Notas                                     |
| ---- | --------------------------------------- | ----------------------------- | ----------------------------------------- |
| 2024 | Cult Killer                             | Cassie Holt                   |                                           |
| 2023 | La maldición del Queen Mary             | Anne Calder                   |                                           |
| 2023 | The Power                               | Kristen                       |                                           |
| 2023 | Freelance                               | Jenny Pettits                 |                                           |
| 2021 | Warning                                 | Claire                        |                                           |
| 2020 | Belgravia                               | Susan Trenchard               |                                           |
| 2019 | Bombshell                               | Ainsley Earhardt              |                                           |
| 2019 | Fair and Balanced                       | Ainsley Earhardt              |                                           |
| 2019 | Untogether                              | Irene                         |                                           |
| 2018 | Replicas                                | Mona Foster                   | Papel secundario                          |
| 2018 | Iron Fist                               | Typhoid Mary (Mary Walker)    | Papel secundario                          |
| 2017 | The Stolen                              | Charlotte Lockton             | Protagonista                              |
| 2016 | Misconduct                              | Charlotte Cahill              |                                           |
| 2016 | Black Mirror                            | Naomi                         | Episodio: "Nosedive"                      |
| 2016 | Criminal                                | Marta Lynch                   |                                           |
| 2015 | Dirty Weekend                           | Natalie Hamilton              |                                           |
| 2014 | Night at the Museum: Secret of the Tomb | Ella misma                    | No acreditada                             |
| 2014 | Before We Go                            | Brooke Dalton                 | Protagonista                              |
| 2013 | Cold Comes the Night                    | Chloe                         |                                           |
| 2013 | Some Velvet Morning                     | Velvet                        |                                           |
| 2013 | Star Trek: En la oscuridad              | Carol Marcus                  |                                           |
| 2012 | Men in Black III                        | Agente O                      |                                           |
| 2012 | El enigma del cuervo                    | Emiliy Hamilton               |                                           |
| 2012 | ATM                                     | Emily                         |                                           |
| 2011 | The Decoy Bride                         | Lara Tyler                    |                                           |
| 2011 | Entourage                               | Sophia Lear                   |                                           |
| 2010 | Sex and the City 2                      | Erin                          |                                           |
| 2010 | She's Out of My League                  | Molly McCleish                | Protagonista                              |
| 2009 | Crossing Over                           | Claire Shepard                |                                           |
| 2007 | The Amazing Trousers                    | Colette                       |                                           |
| 2006 | Losing Gemma                            | Esther                        | Película para televisión                  |
| 2006 | Big Nothing                             | Josie McBroom                 |                                           |
| 2006 | Starter for 10                          | Alice Harbinson               |                                           |
| 2005 | Agatha Christie's Poirot                | Lenox Tamplin                 | Episodio: "The Mystery of the Blue Train" |
| 2005 | Beethoven                               | Countess Giulietta Guicciardi | Episodio: "The Rebel"                     |
| 2005 | The Rotter's Club                       | Cicely Boyd                   | Película para televisión                  |
| 2004 | Hawking                                 | Martha Guthrie                | Película para televisión                  |
| 2004 | Stage Beauty                            | Miss Frayne                   |                                           |